# Kim In-sung
Đây là một tên người Triều Tiên, họ là Kim.
Kim In-Sung (tiếng Hàn: 김인성; sinh ngày 9 tháng 9 năm 1989) là một cầu thủ bóng đá Hàn Quốc hiện tại thi đấu cho Ulsan Hyundai.
Anh tốt nghiệp ở Đại học Sungkyunkwan, trước đó từng thi đấu cho câu lạc bộ tại Giải bóng đá ngoại hạng Nga PFC CSKA Moscow.

## Thống kê sự nghiệp
Tính đến 2 tháng 11 năm 2013
| Thành tích câu lạc bộ | Thành tích câu lạc bộ | Thành tích câu lạc bộ       | Giải vô địch | Giải vô địch | Cúp         | Cúp         | Cúp Liên đoàn | Cúp Liên đoàn | Châu lục | Châu lục  | Tổng cộng | Tổng cộng |
| Mùa giải              | Câu lạc bộ            | Giải vô địch                | Số trận      | Bàn thắng    | Số trận     | Bàn thắng   | Số trận       | Bàn thắng     | Số trận  | Bàn thắng | Số trận   | Bàn thắng |
| Hàn Quốc              | Hàn Quốc              | Hàn Quốc                    | Giải vô địch | Giải vô địch | Cúp KFA     | Cúp KFA     | Cúp Liên đoàn | Cúp Liên đoàn | Châu Á   | Châu Á    | Tổng cộng | Tổng cộng |
| --------------------- | --------------------- | --------------------------- | ------------ | ------------ | ----------- | ----------- | ------------- | ------------- | -------- | --------- | --------- | --------- |
| 2011                  | Gangneung City        | Giải Quốc gia Hàn Quốc      | 23           | 4            | -           | -           | -             | -             | -        | -         | 23        | 4         |
| Nga                   | Nga                   | Nga                         | Giải vô địch | Giải vô địch | Russian Cup | Russian Cup | Cúp Liên đoàn | Cúp Liên đoàn | Châu Âu  | Châu Âu   | Tổng cộng | Tổng cộng |
| 2011-12               | CSKA Moscow           | Giải bóng đá ngoại hạng Nga | 1            | 0            | -           | -           | -             | -             | 0        | 0         | 1         | 0         |
| 2012-13               | CSKA Moscow           | Giải bóng đá ngoại hạng Nga | 0            | 0            | 1           | 0           | -             | -             | 0        | 0         | 1         | 0         |
| Hàn Quốc              | Hàn Quốc              | Hàn Quốc                    | Giải vô địch | Giải vô địch | Cúp KFA     | Cúp KFA     | Cúp Liên đoàn | Cúp Liên đoàn | Châu Á   | Châu Á    | Tổng cộng | Tổng cộng |
| 2013                  | Seongnam              | K League 1                  | 31           | 2            | 2           | 0           | -             | -             | -        | -         | 33        | 2         |
| Tổng cộng             | Hàn Quốc              | Hàn Quốc                    | 54           | 6            | 2           | 0           | 0             | 0             | 0        | 0         | 56        | 6         |
| Tổng cộng             | Nga                   | Nga                         | 1            | 0            | 1           | 0           | -             | -             | 0        | 0         | 2         | 0         |
| Tổng cộng sự nghiệp   | Tổng cộng sự nghiệp   | Tổng cộng sự nghiệp         | 55           | 6            | 3           | 0           | -             | -             | 0        | 0         | 58        | 6         |